# Eyaculación femenina
La eyaculación femenina –popularizada en años recientes, sobre todo en la pornografía, con el término en inglés, squirt– es la expulsión de una cantidad variable de fluido durante el orgasmo de la mujer.
La mayoría de mujeres asegura que no la experimenta, su existencia es puesta en duda por los fisiólogos que aseguran que se trata de orina, o de orina mezclada con el fluido de las glándulas de Skene.

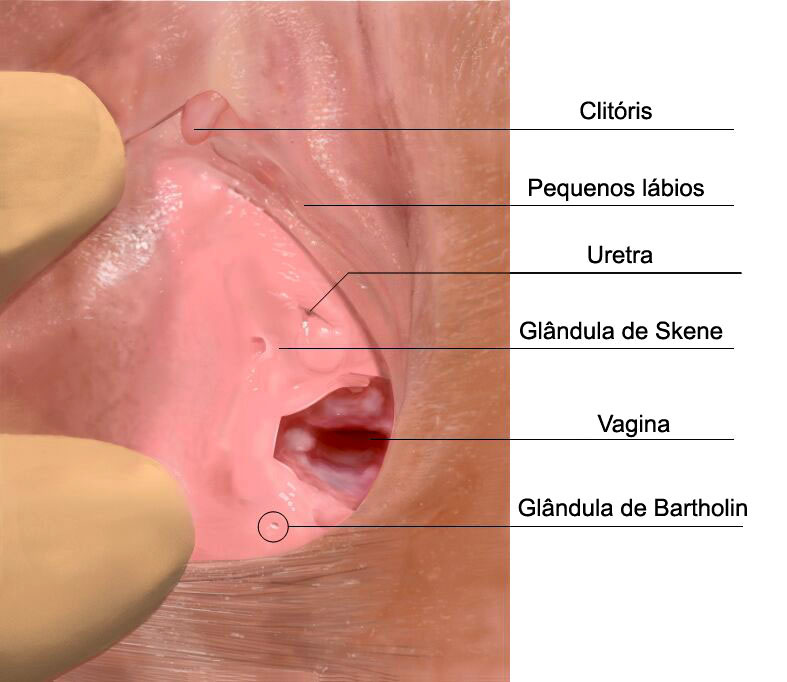
El clítoris, los labios menores, la apertura de la uretra, las glándulas de Skene, la vagina y la glándula de Bartholin.

## Investigación
Los primeros experimentos para descubrir el origen y la composición de la eyaculación femenina los realizó el sexólogo Gary Schubach a finales de los años noventa. Para ello reclutó varias mujeres que decían expulsar gran cantidad de líquido durante el orgasmo, les introdujo un fino catéter por la uretra hasta la vejiga, y les pidió que se masturbaran. Schubach comprobó que en los casos de copiosas cantidades el líquido salía por dentro del catéter, lo que demostraba que era orina, pero también observó que aparecía un fluido de una textura diferente, más turbio. Su origen parecía ser las glándulas parauretrales o de Skene.

En una investigación más reciente, que se publicó en 2011 en una revista de medicina sexual (Journal of Sexual Medicine), Emmanuele Jannini y A. Rubio analizaron las expulsiones de una mujer de 43 años. Observaron que el líquido abundante y transparente de la expulsión violenta tipo squirt contenía urea, ácido úrico y creatinina y que, por tanto, era orina proveniente de la vejiga y era "eyaculada" por la relajación del esfínter urinario durante el orgasmo. En cambio, la sustancia más traslúcida y espesa era de composición similar a la que produce la próstata, y ésta es la que según el autor debería llamarse eyaculación femenina (a pesar de que en su artículo no brinda evidencia de que este líquido se libere durante el orgasmo) pero su cantidad es reducida.

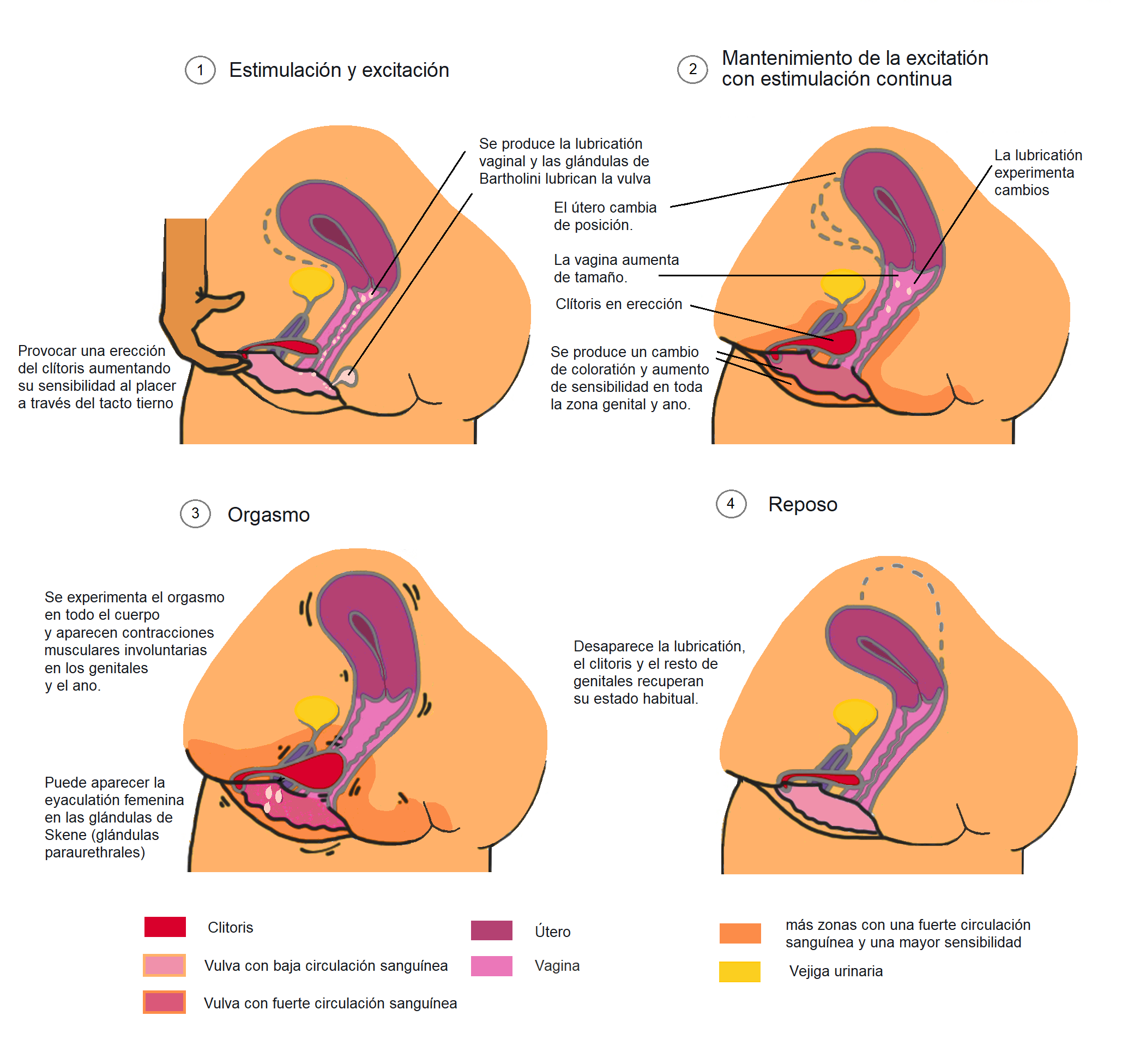
Fases de la excitación y orgasmo femenino

“La eyaculación femenina y el squirting son dos fenómenos diferentes. Los órganos y los mecanismos que los producen son diferentes. La eyaculación femenina real es la liberación de un líquido blanquecino, espeso y escaso desde la próstata femenina, mientras que el squirting es la expulsión de un líquido diluido desde la vejiga urinaria”.